# Angelique Vergeer
Angelique Vergeer est une ancienne joueuse néerlandaise de volley-ball née le 8 avril 1988 à Meppel. Elle mesure 1,83 m et jouait au poste de réceptionneuse-attaquante. Elle a mis un terme à sa carrière de volleyeuse professionnelle en 2016.

## Clubs
| Club             | De        | À         |
| ---------------- | --------- | --------- |
| DOK Dwingeloo    |           | 2006-2007 |
| VV Alterno       | 2007-2008 | 2008-2009 |
| VC Weert         | 2009-2010 | 2013-2014 |
| Sliedrecht Sport | 2014-2015 | 2015-2016 |

## Palmarès
- Championnat des Pays-Bas
  - Vainqueur : 2011.
- Coupe des Pays-Bas
  - Vainqueur : 2011, 2015.
  - Finaliste : 2009, 2012.
- Supercoupe des Pays-Bas
  - Vainqueur : 2011, 2012.
  - Finaliste : 2015.